# Tsunami Is Back
Tsunami Is Back es el primer y único álbum recopilatorio del fallecido cantante de reguetón Jadiel. Fue publicado el 14 de febrero de 2017 después de 3 años del fallecimiento de Jadiel, bajo el sello Tsunami Records. Contó con las colaboraciones de los cantantes J King y Maximan. Este es el último álbum del cantante.

## Antecedentes
Luego de la buena recepción comercial del disco Lo mejor de mí en 2008, el cantante se puso a trabajar un nuevo disco, el cual llevaría por nombre El Tsunami, haciendo referencia a su apodo característico pero esto nunca llegó a concretarse debido a que el cantante trabajaba mucho sus canciones.

## Contenido

### Letras y sonidos
El álbum se describe por ser un álbum de reguetón, en el mismo, se ve al cantante en ritmos como R&B, electro y por primera vez en trap.

## Lanzamiento
En la memoria y con el deseo de culminar los proyectos por los cuales Jadiel tanto trabajó, la familia del cantante organizó una compilación de las canciones que tenía grabadas para completar el último álbum del artista. El lanzamiento del mismo demoro mucho debido a procesos legales que se llevaron a cabo para favorecer a los hijos del cantante, quienes serían los únicos beneficiados de las regalías que continuara produciendo su música.

## Lista de canciones
- Adaptados desde TIDAL.[10]

| N.º   | Título                             | Duración |  |
| 1.    | «Ahora»                            | 3:16     |  |
| 2.    | «Volverte a ver»                   | 4:45     |  |
| 3.    | «La carta»                         | 4:09     |  |
| 4.    | «Vanneza»                          | 3:31     |  |
| 5.    | «Una gata»                         | 3:27     |  |
| 6.    | «Ella es candela»                  | 3:48     |  |
| 7.    | «Tus besos» (con J King & Maximan) | 4:22     |  |
| 8.    | «Diosa del mar»                    | 3:53     |  |
| 9.    | «Mírala»                           | 4:04     |  |
| 10.   | «Bonita»                           | 4:19     |  |
| 11.   | «Poético»                          | 4:05     |  |
| 43:49 |                                    |          |  |